# Brendale
Brendale è un sobborgo situato nel Queensland, stato dell'Australia, e contenuto nella Local Government Area della regione di Moreton Bay.